# Knox, Pennsylvania
Knox är en kommun av typen borough i Clarion County i Pennsylvania. Vid 2010 års folkräkning hade Knox 1 146 invånare.